# Hortus Eystettensis (Werk)
Das Werk Hortus Eystettensis ist der Kurztitel eines Pflanzenbuchs des Nürnberger Apothekers Basilius Besler (1561–1629) mit 367 ganzseitigen Kupfertafeln, das auf Veranlassung des Eichstätter Fürstbischofs Johann Konrad von Gemmingen (1561–1612) erstmals 1613 erschien. Gegenstand des Werks sind die Pflanzen des Gartens Hortus Eystettensis im Stile der Renaissance an der Willibaldsburg in Eichstätt.

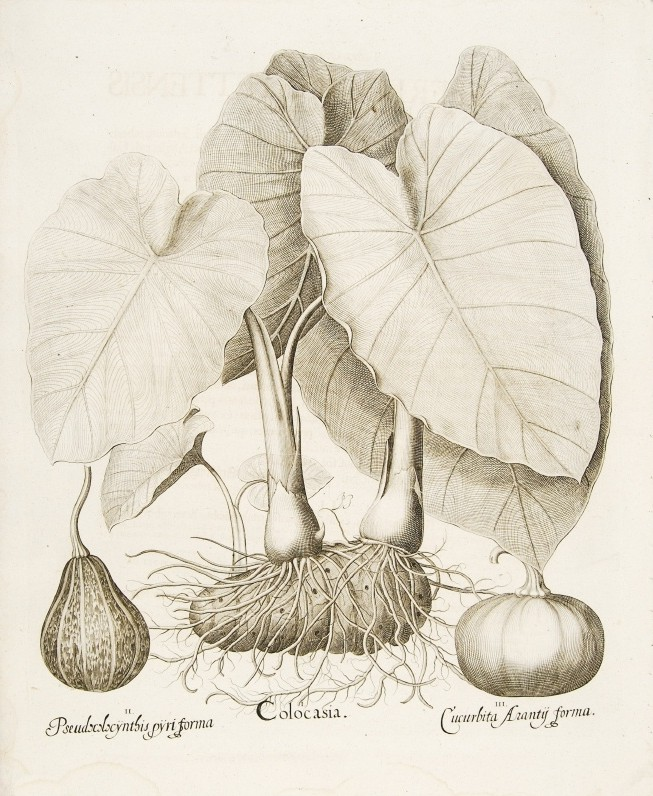
Nicht kolorierter Druck des Hortus Eystettentis

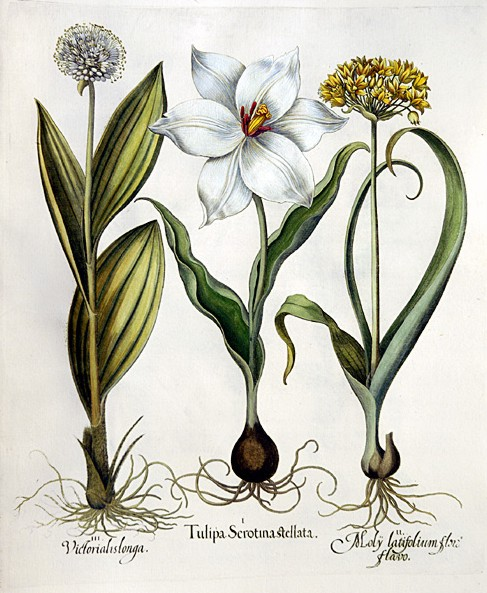
Kolorierter Druck des Hortus Eystettentis

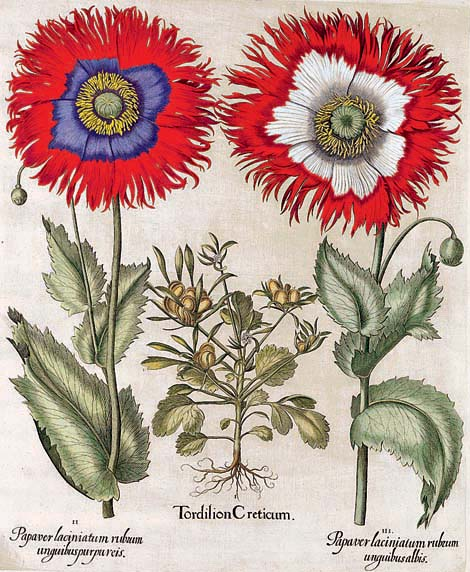
Papaver laciniatum. Kolorierter Druck des Hortus Eystettentis

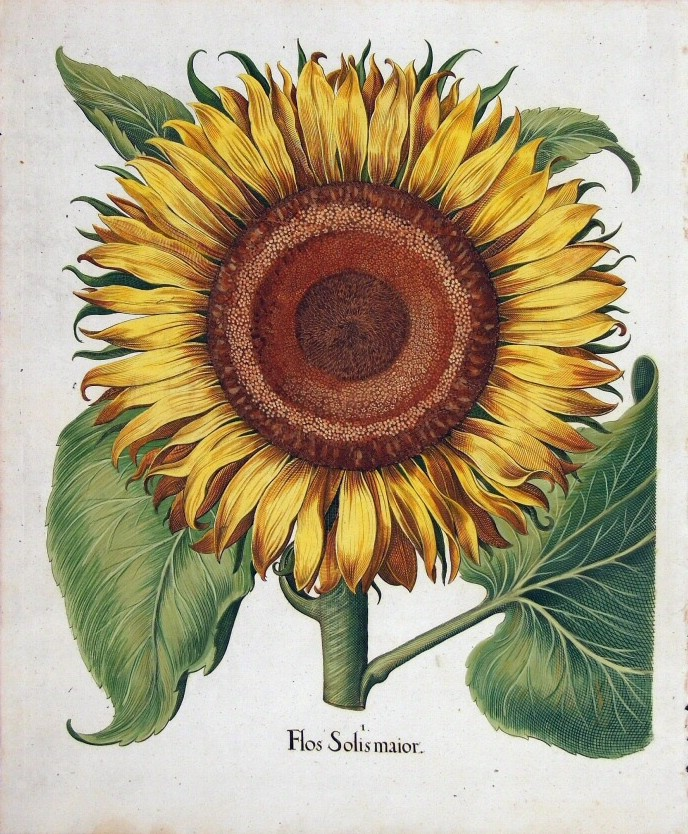
Flos solis maior.

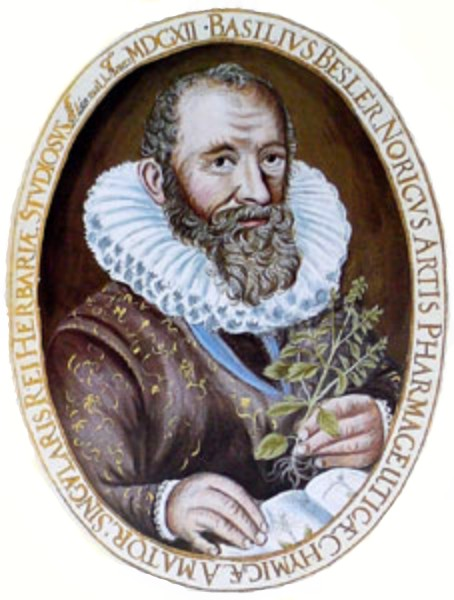
Basilius Besler

Der ungekürzte Titel des Werks lautet Hortus Eystettensis, Sive Diligens Et Accurata Omnium Plantarum, Florum, Stirpium, Ex Variis Orbis Terrae Partibus, Singulari Studio Collectarum Quae In Celeberrimis Viridariis Arcem Episcopalem Ibidem Cingentibus, Hoc Tempore Conspiciuntur Delineatio Et Ad Vivum Repraesentatio, übersetzt „Der Garten von Eichstätt, oder sorgfältige und genaue Aufzeichnung und naturgetreue Darstellung aller jener mit einzigartigem Fleiß aus den verschiedenen Erdteilen zusammengetragenen Pflanzen, Blumen und Bäumen, die in den berühmten Gärten den Bischofssitz daselbst umgeben und dort betrachtet werden können“.

## Entstehung
Der ab 1595 amtierende Erzbischof Gemmingen beauftragte den Arzt und Botaniker Joachim Camerarius (1534–1598) mit einer Erweiterung des Schlossgartens. Nach Camerarius' Tod setzte der Nürnberger Apotheker Basilius Besler (1561–1629) seine Arbeit fort. Der Garten „Hortus Eystettensis“ bestand aus acht Bereichen um die Residenz auf dem Willibaldsberg; zu den Altanen gelangte der Fürstbischof auf einer „botanischen Treppe“ (Stiegenhaus mit pflanzenbemalter Holzkassettendecke).

## Inhalt
1613 erschien das Prachtwerk Hortus Eystettensis, verfasst von dem Apotheker, Botaniker, Sammler, Kupferstecher und Verleger Basilius Besler aus Nürnberg (1561–1629). Der Druck ist wohl in verschiedenen Werkstätten erfolgt. Das Buch hat in 367 ganzseitigen Abbildungen im Format 56 × 47 cm 1084 Pflanzen; eine Pflanze ist auf einem nach oben ausklappbaren Doppelblatt wiedergegeben. Bei den Pflanzendarstellungen ist großer Wert darauf gelegt worden, dass das Gewächs zweifelsfrei bestimmbar ist. Einige Ausgaben wurden aufwändig koloriert, jedoch zeichnen sich auch die unkolorierten Drucke durch hohe grafische Qualität aus. Der Kupferstich ermöglichte durch die Feinheit der Linien und der schraffierenden Überlagerung der Striche eine plastische Wiedergabe der dargestellten Pflanzen.
Das Werk zeigt Pflanzenarten aus aller Welt, darunter 349 Arten, die in Deutschland vorkamen, 209 süd- und südosteuropäischer Herkunft, 63 asiatische, 9 afrikanische und 23 amerikanische Arten. Ob diese Pflanzen alle im fürstbischöflichen Garten auf Willibaldsburg wuchsen, muss offenbleiben. Das Buch enthält nahezu alle zu dieser Zeit bekannten Kulturpflanzen. „Wildpflanzen“ wie Gräser und Moose, die damals durchaus schon beschrieben waren, sind nicht enthalten, daher ist das Buch kein botanisches Lehrwerk. Ebenso wenig ist es als Arzneibuch anzusprechen, da nur 250 der beschriebenen Pflanzen eine Heilkraft zuerkannt wurde. Vielmehr ist das Buch ein wichtiger Beitrag zur fürstbischöflichen, weltmännischen Repräsentation über das kleine Fürstentum hinaus.
Die Pflanzen sind nur wenn es das Buchformat zuließ, in natürlicher Größe dargestellt; ansonsten sind sie verkleinert oder auch vergrößert. Besler ordnete sie nach der Jahreszeit ihres Erscheinens. Da Besler kein Wissenschaftler war, hatte er den Altdorfer Botaniker Ludwig Jungermann als Mitautor gewonnen. Besler besorgte den Zeichner und die Kupferstecher und war für die Textredaktion und vor allem für den Vertrieb des Buches zuständig.
Es werden die Quellen der Fachliteratur angegeben, darunter so berühmte Botaniker wie Joachim Camerarius d. J., Charles de l’Écluse (Carolus Clusius), Caspar Bauhin, Leonhart Fuchs, Tabernaemontanus oder Matthias de L’Obel (Matthias Lobelius).

## Druckgeschichte
Der Hortus Eystettensis ging 1613 in zwei Versionen in den Druck, finanziert vom Fürstbischof bzw. seinem Nachfolger. Die Kosten beliefen sich auf 12.000 Gulden. Die erste Version bestand in einer hochwertigen kleinen Auflage, einseitig bedruckt, meist koloriert (von Georg Mack dem Jüngeren oder Georg Schneider) und als fürstliches Geschenk gedacht; der Stückpreis betrug 500 Gulden. 28 kolorierte Exemplare sind überliefert.
Die zweite Version war eine günstigere Buchhandelsausgabe in einer Auflage von 300 Stück zum Stückpreis von 35 bis 48 Gulden (zum Vergleich: Ein stattliches Haus kostete damals 2500 Gulden, ein Zimmermannsknecht verdiente 8 Gulden im Monat). Die Erstdrucke erkennt man an Wasserzeichen, dem Titelblatt mit dem Gemmingen-Wappen (siehe Bild) und der Widmung für Fürstbischof von Gemmingen, der zum Zeitpunkt des Drucks verstorben war.
1613 brachte Besler einen weiteren Druck heraus, aus Kostengründen ohne die schon zu ihrer Zeit umstrittenen Begleittexte (Auflage zirka 200 Stück). Das Titelblatt und die Pflanzenseiten blieben dieselben, nur die Widmung wurde auf den Nachfolger Fürstbischof Johann Christoph von Westerstetten umgestaltet. Beslers Bruder Hieronymus ließ 1627 eine weitere Auflage mit neuem Titelblatt und wiederum ohne Text, jedoch nur mit 96 Tafeln drucken. Beide Auflagen erfolgten ohne Genehmigung des Bistums Eichstätt.
Die Kupferplatten, laut Vertrag 1615 Besler für vier Jahre überlassen, kamen erst nach dem Tod Beslers 1629 mit einigen noch unverkauften Buchexemplaren nach Eichstätt zurück. Das Fürstbistum brachte 1640 eine weitere Auflage heraus. Die Widmungseiten wurden hierfür geändert und der Name Besler getilgt; lateinisch-deutsche Register vervollständigten nunmehr das Werk.
1713 sollte – wohl als Jubiläumsausgabe – eine erweiterte Originalausgabe erscheinen, von der jedoch 1712 nur wenige Exemplare gedruckt wurden. Unter Verwendung der Platten von 1612 und der Titelplatte von 1712 mit Datumsänderung auf 1713 kam es 1749/1750 zur fünften und letzten Auflage, die aufgrund des Vorworts des Eichstätter fürstbischöflichen Leibarztes Johann Georg Starckmann (1701–1780) unter dem Pseudonym Sthenander datiert werden kann. Aber diese verkaufte sich schlecht, so dass 1820 die letzten 100 Exemplare makuliert wurden. Vielleicht lag der Grund des zögerlichen Absatzes darin, dass die Kupferplatten mit jedem Druckvorgang an Qualität eingebüßt hatten. Auch war die botanische Wissenschaft weiter fortgeschritten.
Lange Zeit wurde angenommen, die Druckplatten seien 1820 eingeschmolzen worden. 1994 wurden 329 der 366 Druckplatten im Depot der Albertina in Wien entdeckt; einige von ihnen waren 2006 in einer Sonderausstellung auf der Willibaldsburg zu besichtigen. Die Universitätsbibliothek Erlangen besitzt die Vorzeichnungen, die wahrscheinlich alle aus einer Hand stammen.

## Vorzeichnungen
Die Vorzeichnungen zu Basilius Beslers Hortus Eystettensis sind erhalten. Die 367 Seiten mit sämtlichen Handzeichnungen zu den 1084 Abbildungen der Pflanzen finden sich unter der Signatur MS. 2370 in der Universitätsbibliothek zu Erlangen. Sie enthalten Hinweise für die Koloristen der Druckausgaben, denen Farbe und Farbintensität präzise vorgegeben wurden. Die verschiedenen Kürzel und Symbole sind bis heute noch nicht vollständig entschlüsselt.

## Erhaltene Exemplare
Es sind weltweit etwa 25 kolorierte Exemplare in verschiedenen Auflagen des Hortus Eystettensis bekannt, darüber hinaus auch noch zahlreiche unkolorierte Exemplare.
Das Auktionshaus Christie’s versteigerte im Jahr 2016 ein altkoloriertes Exemplar der Erstausgabe für 1.930.500 £ (GBP).
Insbesondere die vielen Nachdrucke wurden später oft auseinandergenommen, die Einzelblätter teuer gehandelt. 2007 wurden 40 Seiten des sogenannten Weißenhorner Exemplars zu Restaurationszwecken auseinandergenommen und in einer Sonderausstellung des Diözesanmuseums St. Afra Augsburg zusammen mit den abgebildeten Pflanzen in natura gezeigt.

### Nachdrucke
- Basilius Besler: Hortus Eystettensis. Kölbl, München-Allach 1964, OCLC 12256776 (Reprint [einer unkolorierten Ausgabe von] 1713. Enthält außerdem den Reprint der Ausgabe Augsburg 1885 von: Katalog zum Hortus Eystettensis).
- Basilius Besler: Der Garten von Eichstätt: das große Herbarium des Basilius Besler von 1613. Schirmer/Mosel, München 1988, ISBN 3-88814-285-7 (Nachdr. nach einem handkolorierten Ex. der Erstausg. der Bibliothèque Nationale de Paris. Mit einem Vorwort von Dieter Vogellehner und botanischen Erläuterungen von Gérard G. Aymonin.).
- Basilius Besler: Der Garten von Eichstätt: das Pflanzenbuch. Taschen, Köln 1999, ISBN 3-8228-6576-1 (Nachdruck der Farbtafeln des handkolorierten Exemplars der Erstausgabe 1613 der Universitätsbibliothek Eichstätt. Mit einer Einführung von Klaus Walter Littger und botanischen Erläuterungen von Werner Dressendörfer).
- Basilius Besler: Hortus Eystettensis … Aboca Museum Ed., Sansepolcro 2006, OCLC 645148006 (Faksimile-Nachdruck in drei Bänden der Ausgabe 1613 des Exemplars der Universitätsbibliothek Eichstätt mit zusätzlichem Kommentarband).
- Basilius Besler: Der Garten von Eichstätt: Hortus Eystettensis – die vollständigen Tafeln (= Bibliotheca Universalis). Taschen, Köln 2016, ISBN 978-3-8365-5785-6 (Kleinformatige Neuausgabe des 1999 erschienenen Nachdrucks. Mit einer Einführung von Klaus Walter Littger und botanischen Erläuterungen von Werner Dressendörfer).
- Basilius Besler: The Garden at Eichstätt. Taschen, Köln 2023, ISBN 978-3-8365-4716-1 (Nachdruck der Farbtafeln des handkolorierten Exemplars der Erstausgabe 1613 der Universitätsbibliothek Eichstätt. Mit einer Einführung von Klaus Walter Littger und botanischen Erläuterungen von Werner Dressendörfer).

### Sekundärliteratur
- Bruno Boegl: Ein „wenig enges Gärtlein“ Johann Konrad von Gemmingens „Hortus Eystettensis“. München/Murnau 1958.
- Hortus Eystettensis [sive diligens et accurata omnium plantarum, Ausz.]; Schöne Stiche Faksimile-Auszug, München 1967.
- Hans Baier: Die Ausgaben des Hortus Eystettensis. In: Aus dem Antiquariat. Band 26, 1970, S. A 273 – A 280.
- Hubert Vogl: Hortus Eystettensis. 6 Radierungen. Schwabach 1980.
- Konrad Kölbl: Kölbl's Kräuterfibel mit 73 der schönsten Kupferstiche aus dem prachtvollsten Pflanzenatlas der botanischen Geschichte, des „Hortus Eystettensis 1713“ von Basilius Besler. Grünwald bei München 1981.
- Hortus Eystettensis. Zur Geschichte eines Buches. Ausstellungskatalog. Universitätsbibliothek, Erlangen 1989.
- Konrad Wickert: Die Erlanger Exemplare des „Hortus Eystettensis“. Ihre Herkunft und ihr Schicksal. Erlangen 1989.
- Hortus Eystettensis the Bishop's garden and Besler's magnificent book. Abrams, New York 1995.
- Jost Albert (Hrsg.): Hortus Eystettensis. Ein vergessener Garten? Begleitheft zur Ausstellung erstmalig gezeigt vom 19. Juni bis 11. Oktober 1998 auf der Willibaldsburg in Eichstätt … Bayerische Verwaltung der Staatlichen Schlösser, Gärten und Seen, München 1998, ISBN 3-932982-14-2.; 2., überarbeitete Auflage ebenda 1999.
- Veronika Birke: Die Kupferplatten des „Hortus Eystettensis“ in der Albertina, Wien. In: Sammelblatt des Historischen Vereins Eichstätt. Band 91, 1998, S. 9.
- Brun Appel, Werner Dressendörfer, Hans-Otto Keunecke: Die Pflanzenwelt des Hortus Eystettensis. Ein Buch lebt. Schirmer/Mosel, München 1998, ISBN 3-88814-444-2.
- Monika Schattenhofer: „Inn meinem wenig engen gärtlein“ der Hortus Eystettensis des Johann Conrad von Gemmingen. München 1998.
- Regina Doppelbauer u. a.: Die Kupferplatten zum „Hortus Eystettensis“. In: Wiener Geschichtsblätter. Band 54, 1999, S. 22–32.
- Regina Doppelbauer: Zeugen vergangener Pracht die Kupferplatten zum „Hortus Eystettensis“. In: Parnass. Band 19, Nr. 1, 1999, S. 101–108.
- Karl Röttel (Redaktion): Beiträge zum letzten Hofbaumeister und zum neuen „Hortus Eystettensis“. Vereinigung der Freunde des Willibald-Gymnasiums, Eichstätt 1999.
- Daniel Burger: Der Blick auf den Hortus Eystettensis. Die „Große Altane“ auf der Willibaldsburg als Kunstkammer des Eichstätter Bischofs Johann Conrad von Gemmingen. In: Forschungen zu Burgen und Schlössern 5. München/Berlin 2000, S. 187–198.
- Werner Dressendörfer: Hortus Eystettensis. In: Blüten, Kräuter und Essenzen. Darmstadt 2003, S. 42f.
- Werner Dressendörfer: Die Pflanzen des Hortus Eystettensis. Ein botanischer und kulturhistorischer Spaziergang durch das Gartenjahr. 2006.
- Duilio Contin: Vorzeichnungen, Kupferstiche und Farbgebung im Hortus Eystettensis. In: Hortus Eystettensis, commentarium. Sansepolcro (Arezzo) 2006, S. 49–52.
- Siegfried Hagspiel, Melanie Thierbach: Krokus, Tulpen und Levkojen. Kupferstiche aus dem „Hortus Eystettensis“. Begleitbroschüre zur Ausstellung im Diözesanmuseum St. Afra vom 20. März bis 20. Mai 2007. Augsburg 2007.